# Carcelia caudata
Carcelia caudata är en tvåvingeart som först beskrevs av Baranov 1931.  Carcelia caudata ingår i släktet Carcelia och familjen parasitflugor. Inga underarter finns listade i Catalogue of Life.